# فیات ۲۳۰۰
فیات ۲۳۰۰ (Fiat ۲۳۰۰) خودرویی است که در سال‌های ۱۹۶۱ تا ۱۹۶۹تولید شده‌است.
این خودرو در کلاس خودرو سایز بزرگ قرار گرفته، طراحی آن خودروهای موتور جلو-محور عقب بوده طول آن در حالت طبیعی ۴٬۴۸۵ میلیمتر (۱۷۶٫۶ اینچ)، عرض آن در حالت طبیعی ۱٬۶۲۰ میلیمتر (۶۳٫۸ اینچ)، ارتفاع آن در حالت طبیعی ۱٬۴۷۰ میلیمتر (۵۷٫۹ اینچ) و وزن آن در حالت طبیعی ۱٬۲۸۵ کیلوگرم (۲٬۸۳۳ پوند) است. 

## نگارخانه

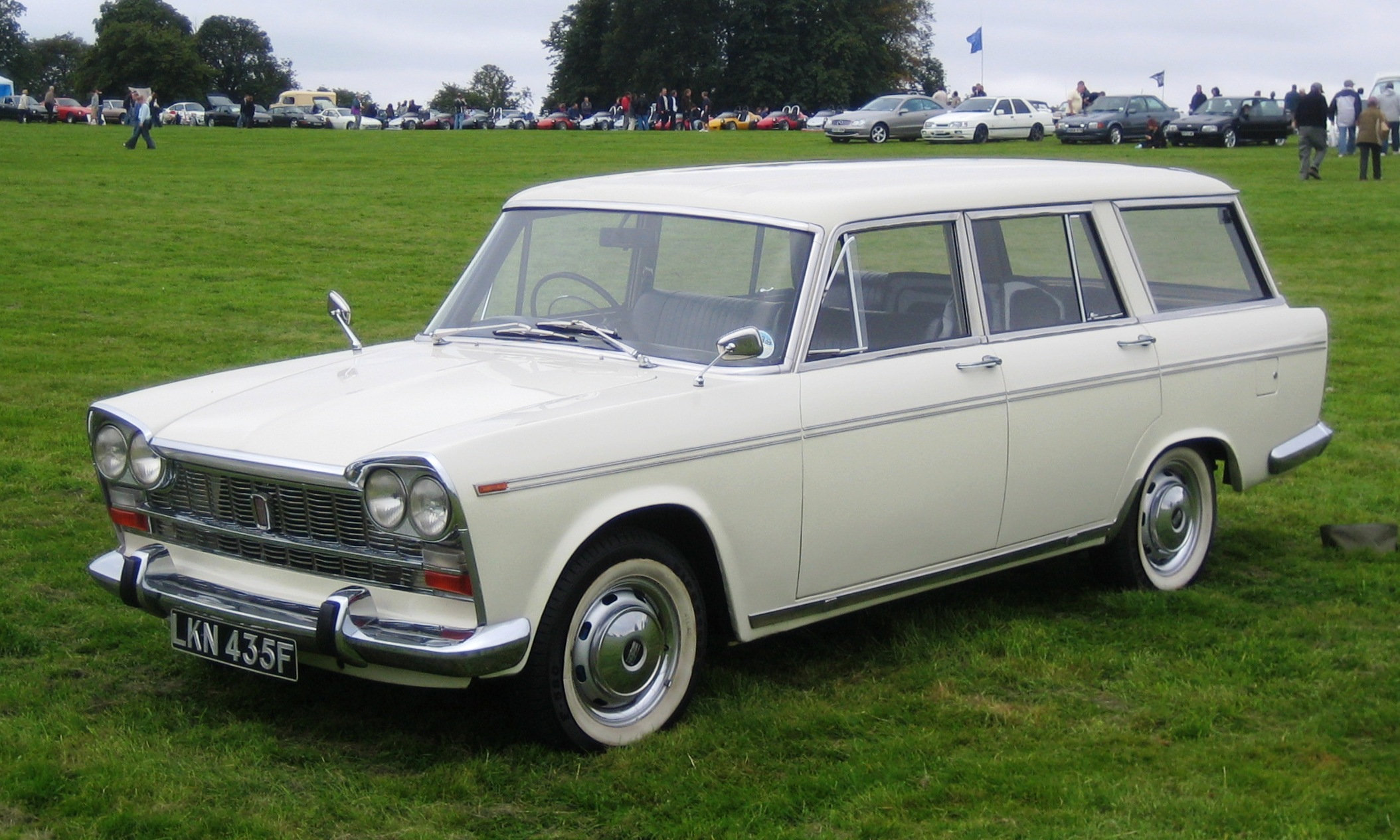
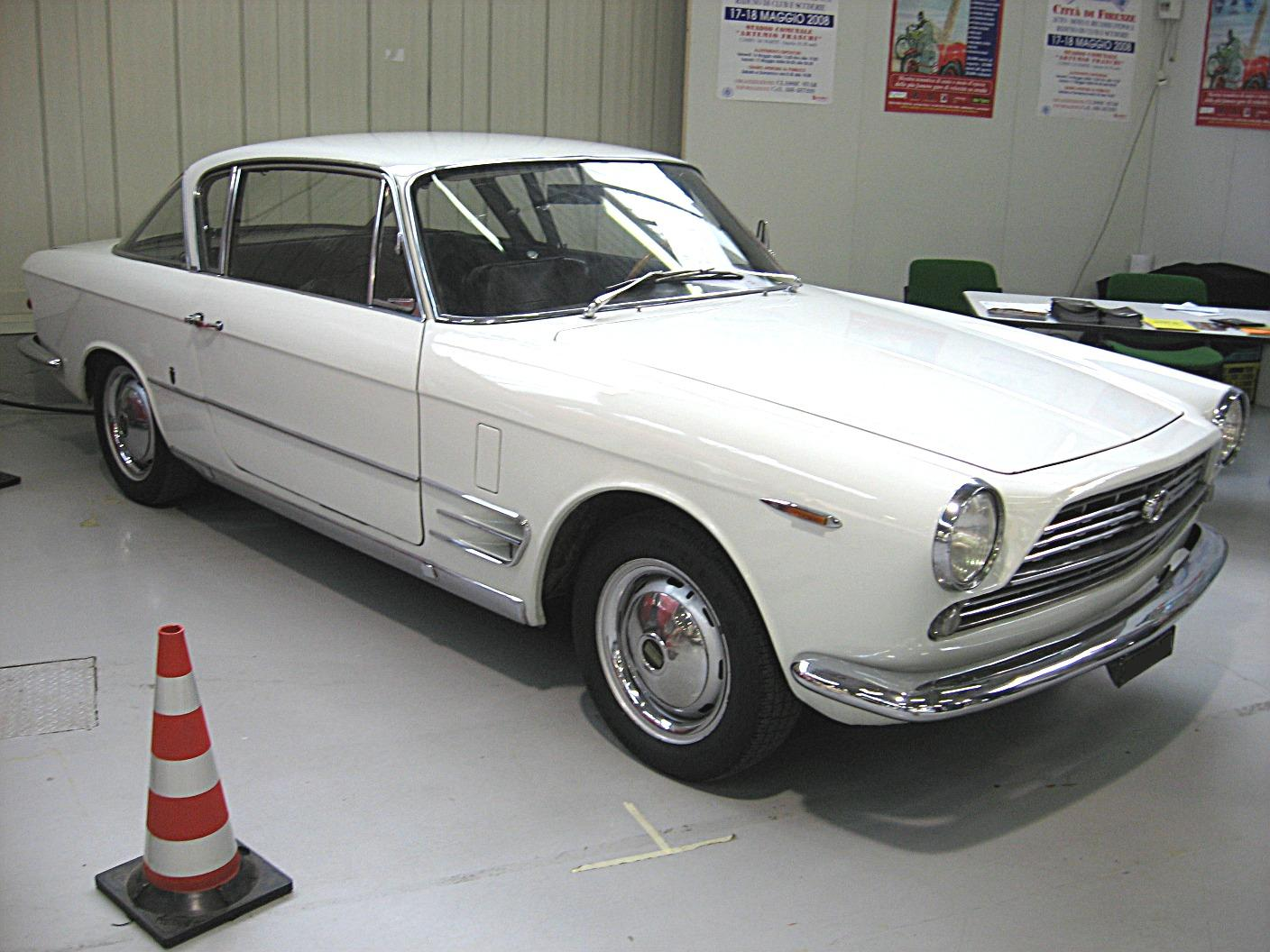
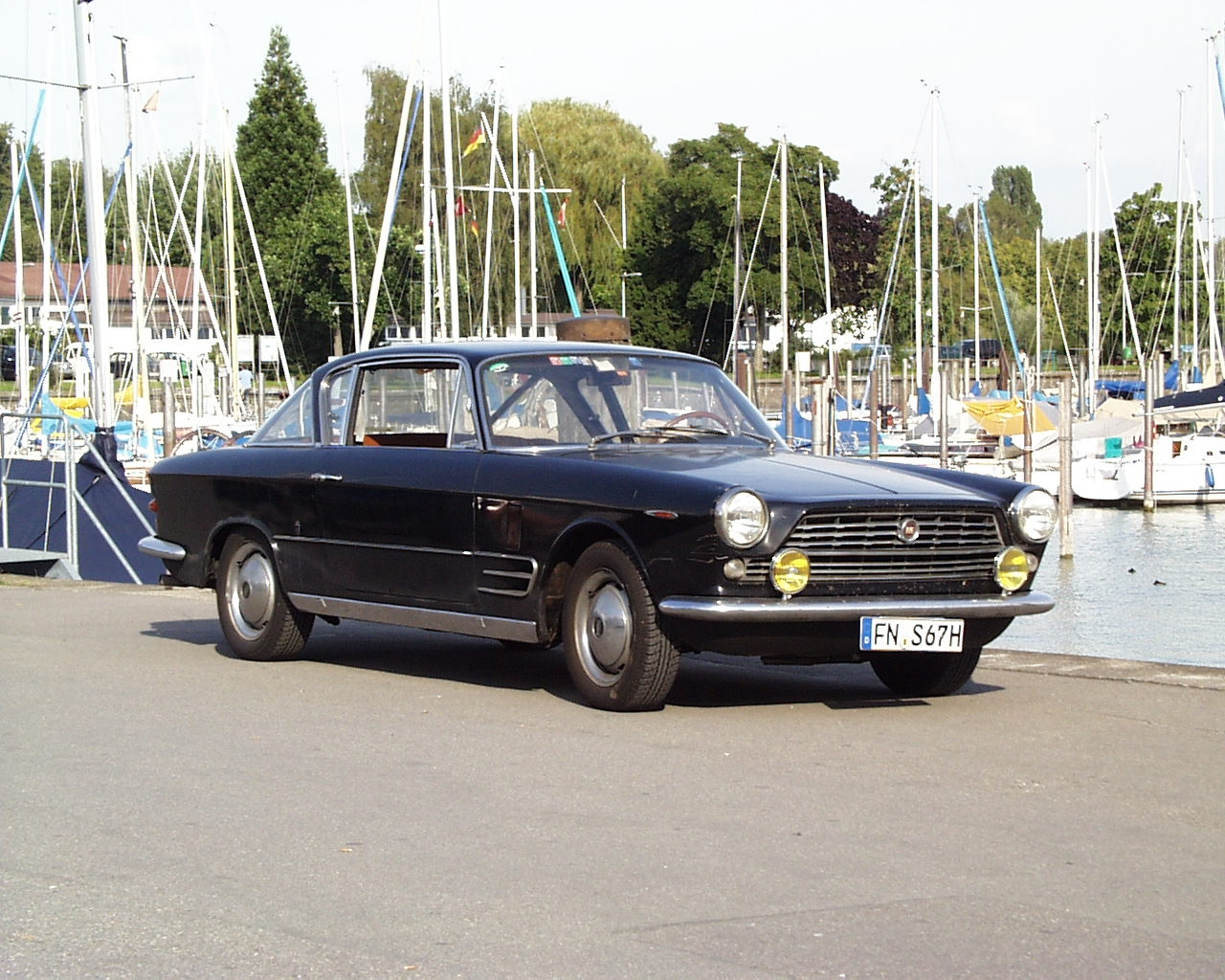
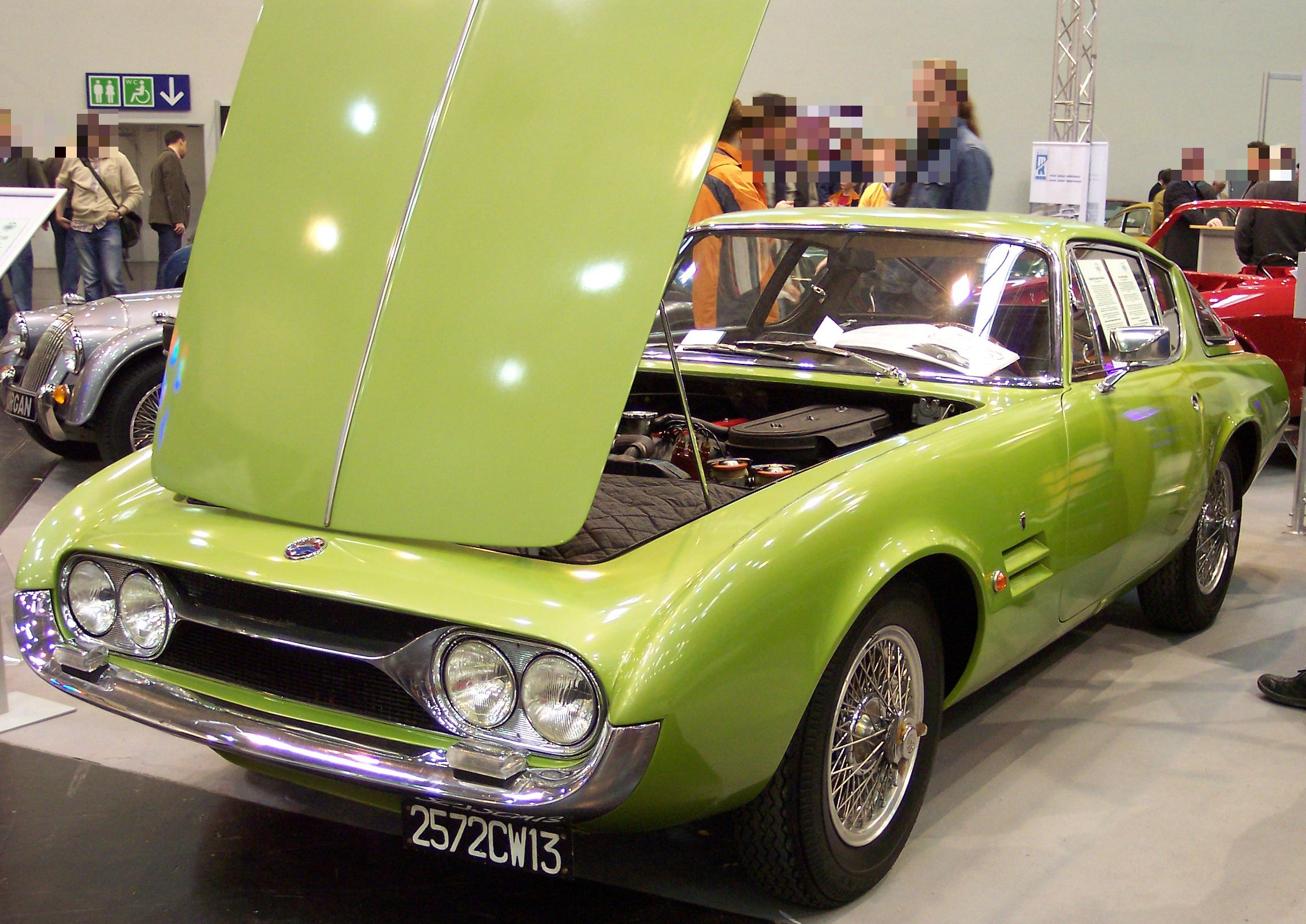